# セントジョンズの包囲戦
セントジョンズの包囲戦は、1705年の冬、プラセンティア（プレザンス）総督のダニエル・ドージェ・ド・スーベルカスが、ニューファンドランド島のセントジョンズ砦攻略を目論んで、失敗に終わった戦いである。1705年の1月末から3月の始めにかけて、正規兵、民兵、そしてインディアン兵を率いたスーベルカスは、セントジョンズの町の大半を焼き払って、セントジョンズ砦を5週間包囲したが、功を奏せず、物資と弾薬が切れた後に包囲を解いた。
この包囲戦は、ピエール・ル・モイヌ・ディーベルヴィユが、はっきりした目的もないまま行った、アヴァロン半島侵攻作戦の再現ともいえる大規模な遠征であった。多くの過疎地にあるイングランド人集落が、スーベルカスの軍によって破壊され、これにイングランド系住民が報復した。英仏双方の漁業は、戦いの間中そのあおりを受け、最終的にフランスの漁業権の割譲で戦いは幕を閉じた。

## 包囲戦に至るまで

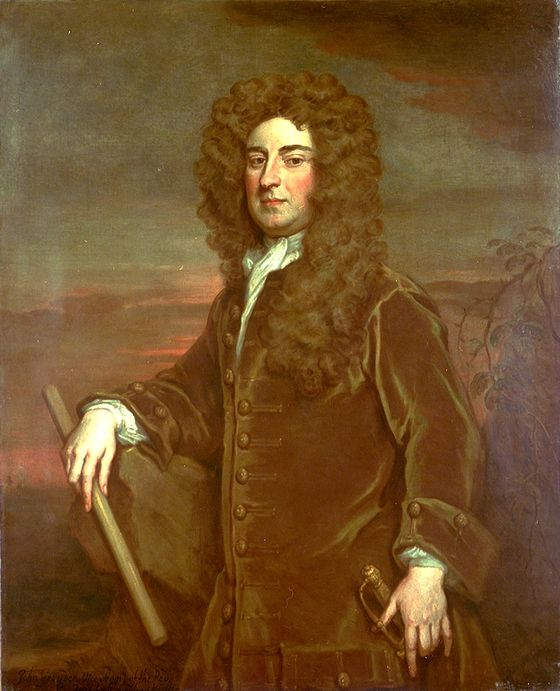
ジョン・グレイドン

1702年にアン女王戦争が始まるまで、英仏両国は何度もニューファンドランドの領有をめぐって争っていた。ウィリアム王戦争中の1690年代に行われたフランスの襲撃で、ニューファンドランドの主要な港であるセントジョンズを含め、イングランドの集落の殆どが壊滅状態となった 。元々ニューファンドランドは、イングランドが1583年に植民地化し、ここを非定住の漁業基地としていた。一方でフランスは、プラセンティアに入植地を築き、イングランド以上に漁船をこの地へと送っていた。
1702年、イングランドの大尉ジョン・リークは、ニューファンドランドのフランス人入植地を襲撃したが、プレザンスへの襲撃を避けた。港にフランスの軍艦が寄港していたためである。1703年、新総督としてプラセンティアに赴いたダニエル・ドージェ・ド・スーベルカスは、150人規模で、設備もろくになかった駐屯隊の指揮を執った。フェリーランドの襲撃の後、スーベルカスはイングランドの計画的な襲撃を耳にして、彼らの攻撃に備えた。しかし襲撃はなかった。本国で、臆病者として広く知られるイングランドの提督ジョン・グレイドンが、自分たちに大きな利があるにもかかわらず、襲撃を止めてしまったからである。グレイドンはこの後軍法会議にかけられ、指揮を執っていたすべての任務を罷免させられた。その任務の中には、失敗に終わったグアダルーペの戦いも含まれていた。

### フランスの戦闘準備

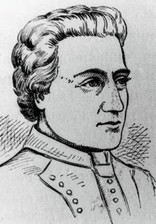
プラセンティア総督スーベルカス

1704年の終わり、スーベルカスはイングランド集落への攻撃計画に着手した。駐屯隊に加えて、カナダの民兵とアベナキ族を本土から呼び寄せ、出来る限り多くの住民を戦闘に参加させた。1705年1月8日、アヴァロン半島を出発したスーベルカス軍は総勢450人に及んだ 。そのうち100人規模の中隊をジョシュエ・デュボワ・ベルテロ・ド・ボークールが率いており、その隊にはジャック・テスタール・ド・モンティニや、アベナキの指揮官であるエスカムビ（Escumbuit）もいた。2人とも、ピエール・ル・モイヌ・ディーベルヴィユのニューファンドランド遠征で、イングランド襲撃の経験があった。中隊の兵士たちが陸上を行軍している間、海上では、何門もの大砲を備えたブリガンティーンが半島の回りに横付けされた。

### イングランドの防御
セントジョンズの指揮官はイングランド軍中尉ジョン・ムーディであったが、様々な理由から、技師で石工でもあるロバート・レイサムとその地位をめぐって争っていた。ここでの主な防御はウィリアム砦であった。この砦は石造りで、アヴァロン半島遠征後に建造され、港の北にそびえていた。また、ナロウズの南にある、やはり石造りの砦のサウスキャッスルが港の入口を見渡す場所にあった。ムーディは何かと面倒なレイサムにサウスキャッスルの指揮を取らせ、自分はウィリアム砦の指揮を執った。この両者の軍は50人から60人ほどの規模で、うち12人ほどがレイサムの配下にあった。

## 包囲戦

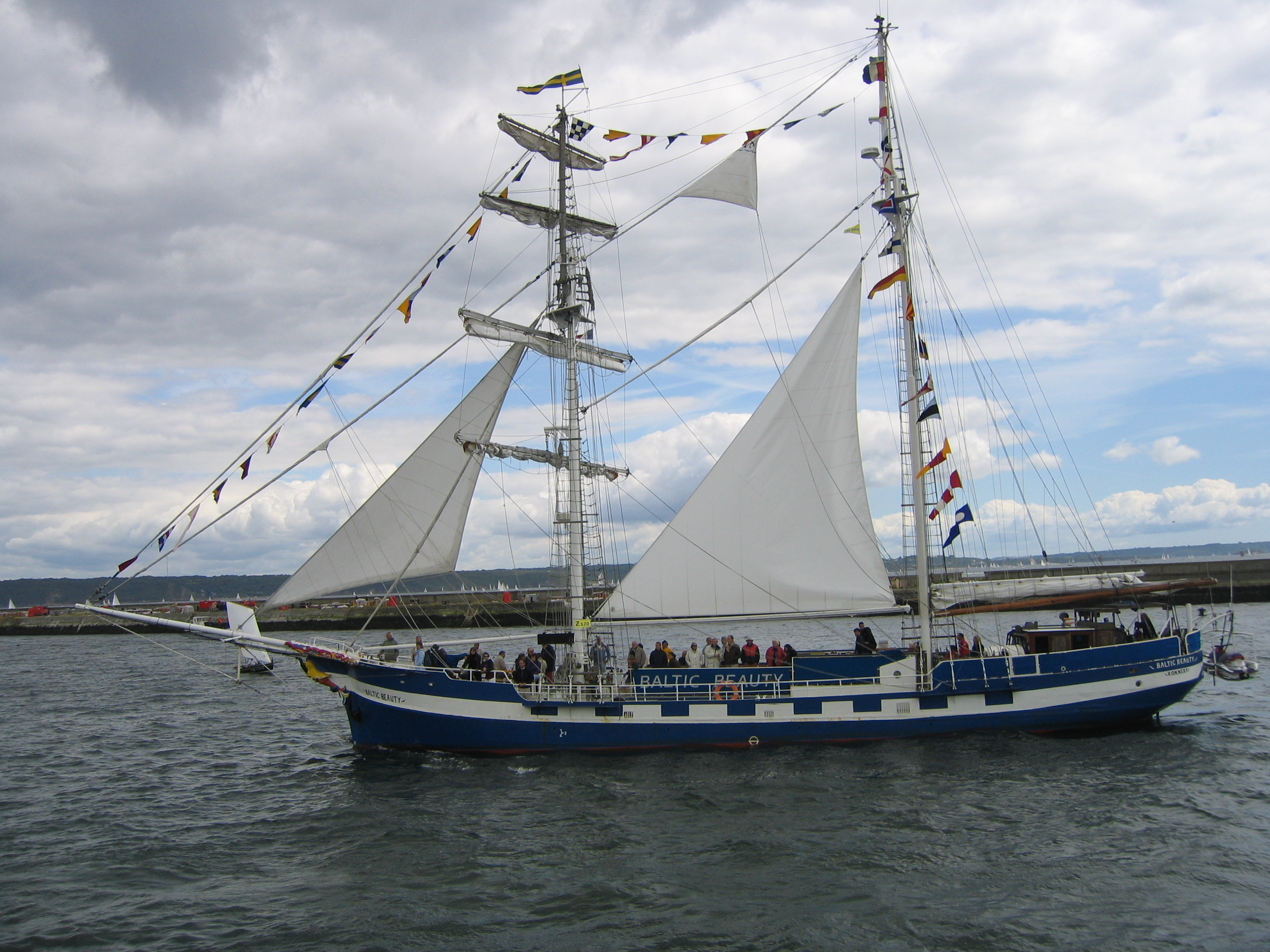
ブリガンティーン船

真冬の寒さと雪のせいで、フランスの進軍はかなり遅れた。フランス軍はまず、何ら抵抗を受けることもなく、ベイブルズとフェリーランドを落とし、1月31日にセントジョンズに到着した。スーベルカスはイングランド勢を不意打ちしようとしていたが、その機会は与えられなかった。フランス軍の前衛がこの地に不慣れであり、イングランドの防御の視界に入って来て、砲火で追い払われたからである。フランス軍の殆どがウィリアム砦へと逃走し、スーベルカスはブリガンティーンが来るまでの間、セントジョンズを占領したことで満足しなければならなかった。占領の期間中、彼は捕虜を何人か連行し、女子供をイングランド艦に乗せるため、砦に向かわせた。これでイングランド艦の負担が増し、彼女たちは、フランス軍の防御に大いなる手助けをすることとなった。
およそ2週間に及ぶ包囲戦の後、スーベルカスは、イングランドの士気を削ぎ、条件付き降伏を可能にし、レイサム陣の主導権を握れるかもしれないという計算のもとに、ウィリアム砦とサウスキャッスルの間の伝令兵を利用しようとした。スーベルカスはムーディとレイサムにそれぞれ手紙を送った、ムーディへは自らの名で、そして、レイサムへはあるイングランド人捕虜の名前で送った。レイサムへの手紙には、スーベルカスとムーディとの取引が計画中であることがほのめかされ、スーベルカスが送り込んだスパイが、ムーディとの共同作戦を止めるように、レイサムを説得しにかかっていた。しかしレイサムはこれを拒否し、スーベルカスの努力はむなしく終わった。
包囲は33日間に及んだが、重砲を装備したブリガンディーンは現れず、弾薬も物資も底をついていたスーベルカスの軍は包囲を解いた。そしてセントジョンズの町やフィッシングステージ（魚を加工するための作業台）を壊し、200人の一般人の捕虜を連れて、プラセンティアへ戻った 。またスーベルカスはモンティニと70人の兵を派遣して、冬が終わるまでの間、引き続き、イングランド集落を襲撃させた。

## その後の英仏両国

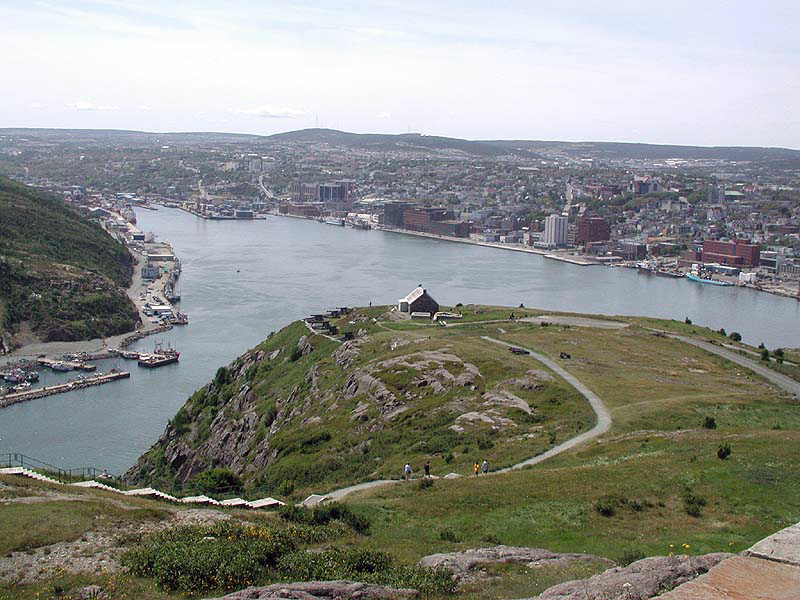
シグナルヒル

ジョン・ムーディは1705年の終わりにイングランドへ戻り、コールドストリームガーズの中尉に昇格した 。しかしながら、レイサムとの反目はその後も続き、自らが指揮する砦の建築で、レイサムを不正行為で告発し、レイサムはこれがもとでこの仕事から退げられた。
同じ1705年、スーベルカスはフランス人入植地の拡大を続けた。フランス人集落は戦争にもかかわらず隆盛を極めていた。これにより、スーベルカスはサンルイ勲章を受け、アカディア総督となった。またポートロワイヤルの防御にも責任者として赴き、1707年の戦いではイギリス軍をかわすのに成功したが、1710年の戦いではイギリス軍に屈した。
プラセンティアでは、スーベルカスの代理として、フィリップ・パストゥール・ド・コステベユが、包囲戦後の捕虜の交換の仕事を務め、1709年の1月にセントジョンズの攻略を成功させていた。1713年のユトレヒト条約の後、フランスはイギリスにニューファンドランドを割譲し、フランス系カナダ人住民は、コステベルの監視の下、ルイブールへと移った。しかし、ニューファンドランド北部の「フランス海岸」では、フランスが漁業権を握った。
ウィリアム砦の場所は、現在はカナダ国定史跡となり、サウスキャッスルがあった場所は、やはり国定史跡のシグナルヒルとなっている。

## 関連書籍
- Austin, John (ed) (1877). “Narrative by Pastour de Costebelle”. The Magazine of American History with Notes and Queries (Volume 1, Part 1). Contains a report by Costebelle on Subercase's expedition.